# 張學古
張學古（1519年—？），字道夫，號南洲，直隸真定府冀州南宮縣人，民籍，明朝政治人物。

## 生平
嘉靖二十八年己酉科（1549年）順天府鄉試第六名舉人。嘉靖三十五年（1556年）中式丙辰科會試第一百八十六名，廷試三甲第三十二名進士。刑部观政，授浙江秀水县知县，三十八年升南京户部主事，四十一年升员外，四十二年謫颍州同知，四十四年升山西平阳府通判，隆慶元年升河南彰德府同知，卒。

## 家族
曾祖張通；祖父張智；父張岑，母馬氏。兄稽古（引禮舍人）。